# Upon Reflection
Albums de John Surman
Sonatinas
(1978) The Amazing Adventures of Simon Simon
(1981)
Upon Reflection est un album du saxophoniste anglais John Surman, enregistré et sorti en 1979 sur le label ECM.
C'est un album en solo où John Surman utilise des boucles de synthétiseurs et de l'overdub pour créer un accompagnement sur lequel il improvise.

## Liste des pistes
Toutes les compositions sont de John Surman.
| No | Titre                    | Durée |
| -- | ------------------------ | ----- |
| 1. | Edges of Illusion        | 10:10 |
| 2. | Filigree                 | 3:41  |
| 3. | Caithness to Kerry       | 3:51  |
| 4. | Beyond a Shadow          | 6:40  |
| 5. | Prelude and Rustic Dance | 5:14  |
| 6. | The Lamplighter          | 6:19  |
| 7. | Following Behind         | 1:24  |
| 8. | Constellation            | 8:16  |

## Musicien
- John Surman : saxophone soprano, saxophone baryton, clarinette basse, synthétiseur

## Critiques
La critique du site AllMusic par Scott Yanow attribue 4,5/5 à l'album, le décrivant comme un album solo atmosphérique, ayant recours à l'overdub mais laissant la place à des sections en solo non accompagné. L'album est considéré comme étant suffisamment varié pour maintenir l'intérêt de l'auditeur.